# Bouar (underprefektur)
Bouar Sub-Prefecture är en subprefektur i Centralafrikanska republiken.   Den ligger i prefekturen Préfecture de la Nana-Mambéré, i den västra delen av landet, 400 km nordväst om huvudstaden Bangui.
I omgivningarna runt Bouar Sub-Prefecture växer huvudsakligen savannskog. Runt Bouar Sub-Prefecture är det ganska glesbefolkat, med 22 invånare per kvadratkilometer.